# Верлюг (присілок)
Верлю́г (рос. Верлюг) — присілок у складі Опарінського району Кіровської області, Росія. Входить до складу Опарінського міського поселення.
Населення становить 1 особа (2010, 1 у 2002).
Національний склад станом на 2002 рік — росіяни 100 %.